# Obiteljski nedostatak enzima lecitin-kolesterol-aciltransferaze
Obiteljski nedostatak enzima lecitin-kolesterol-aciltransferaze (LCAT deficijencija) rijedak genetički poremećaj metabolizma lipida, koji spada u skupinu hipoalfalipoproteinemija. Bolest uzrokuje nedostatak ili smanjena količina enzima lecitin-kolesterol-aciltransferaze (LCAT) što uzrokuje povećanu količinu slobodnog (neesterificiranog) kolesterola u lipoproteinskim česticama, snižen HDL, te izmjenu sastava svih lipoproteinski čestica. Neesterificirani kolesterol se taloži u perifernima tkivima i oštećuje ih (npr. rožnica, eritrociti, kapilarna stijenka, glomeruli bubrega). Bolesti se javlja kod mlađih osoba i karakterizira je zamućenje rožnice oka, normokromna anemija i oštećenje bubrega. Liječenje bolesti se svodi na poseban režim prehrane (dijeta) bez masnoća za prevenciju nastanka komplikacija i liječenje komplikacija. Za dijagnozu bolesti potrebna je laboratorijska LCAT kvantifikacija i aktivnost esterifikacije kolesterola u plazmi.
Razlikujemo:
- potpuni LCAT nedostatak - gore navedenih karakteristika
- djelomični LCAT nedostatak - "bolest ribljih očiju" - nedostatak samo alfa-LCAT koji djeluje na HDL (dok beta-LCAT koji djeluje na VLDL, LDL uredno djeluje) - oboljele osobe nemaju anemiju i oštećenje bubrega.

|  | Molimo pročitajte upozorenje o korištenju medicinskih informacija. Ne provodite liječenje bez savjetovanja s liječnikom! |